# Evil Dead Trap
Série
Evil Dead Trap 2
(1991)
Pour plus de détails, voir Fiche technique et Distribution.
Evil Dead Trap est un film japonais réalisé par Toshiharu Ikeda, sorti le 1er janvier 1988.

## Synopsis
Une jeune fille travaillant pour une station de télévision reçoit une cassette vidéo aux allures de snuff movie sur laquelle on voit une fille attachée, torturée et enfin assassinée. Elle décide de faire une enquête et de partir avec une équipe sur les lieux de tournage de cette vidéo. Une fois sur place, les différents membres de l'équipe sont décimés par un étrange tueur masqué.

## Fiche technique
- Titre : Evil Dead Trap
- Titre original : Shiryo no wana
- Réalisation : Toshiharu Ikeda
- Scénario : Takashi Ishii
- Production : Satoshi Kanno et Michio Ohtsuka
- Musique : Tomohiko Kira
- Photographie : Masaki Tamura
- Montage : Akimasa Kawashima
- Pays d'origine : Japon
- Langue : japonais
- Format : Couleurs - 1,85:1 - Stéréo - 35 mm
- Genre : Horreur
- Durée : 105 minutes
- Date de sortie : 1er janvier 1988 (Japon)

## Distribution
- Miyuki Ono : Nami Tsuchiya
- Aya Katsuragi : Masako Abe
- Hitomi Kobayashi : Rei Sugiura
- Eriko Nakagawa : Rya Kawamura
- Masahiko Abe : Akio Kondou
- Yuji Honma : Daisuke Muraki
- Shinsuke Shimada : Producteur TV
- Mari Shimizu : Hideki (voix)
- Noboru Mitani : Détective
- Terumi Niki : La mère d'Hideki (voix)

## Voir également
- 1991 : Evil Dead Trap 2 (Shiryo no wana 2: Hideki), de Izō Hashimoto
- 1993 : Evil Dead Trap 3: Broken Love Killer (Chigireta ai no satsujin), de Toshiharu Ikeda